# Wydmy w gminie Siechnice
Wydmy w gminie Siechnice – zespół parabolicznych wydm śródlądowych, położonych we wschodniej części gminy Siechnice, na zachód od miejscowości Kotowice. Obszar leży w obrębie Pradoliny Wrocławskiej.
Wydmy tworzą zwarte pole wydmowe, przypominające w zarysie wyniesiony wał o przebiegu NW-SE. Jego długość to 3,4 km, natomiast szerokość jest zmienna i wynosi od 100 do 600 m. Wysokość względna sięga 14 metrów. Wydmy powstały w okresie od schyłku zlodowacenia północnopolskiego do okresu subborealnego.

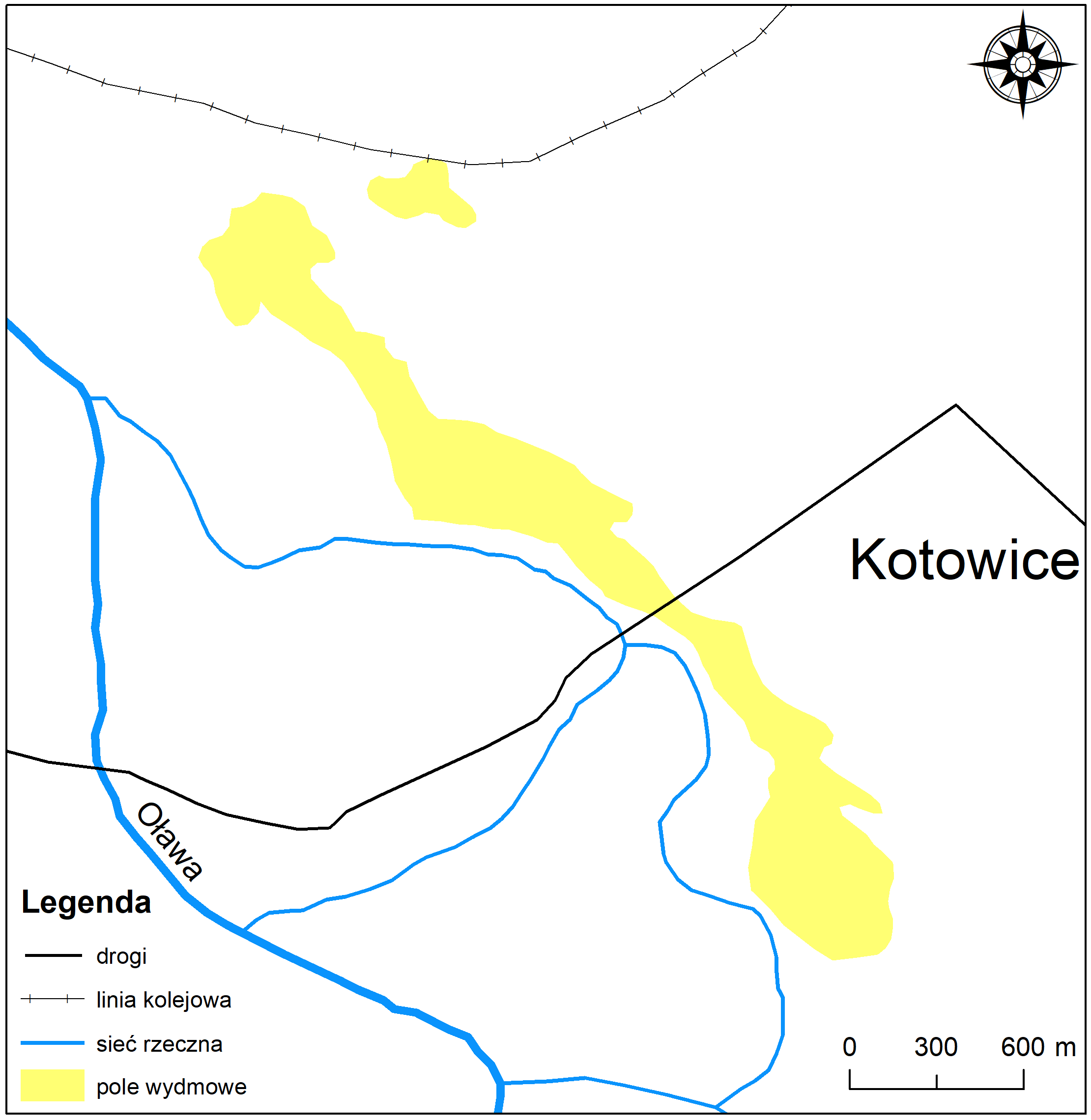
Schemat pola wydmowego na obszarze gminy Siechnice

W obrębie pola wyróżnić można kilka wydm parabolicznych, utworzonych w wyniku działania wiatru zachodniego; zbudowanych z czwartorzędowych piasków eolicznych.  Nachylenia zboczy wydm odpowiadają przeciętnym wartościom nachyleń wydm parabolicznych na terenie Polski wg L. Kádára.

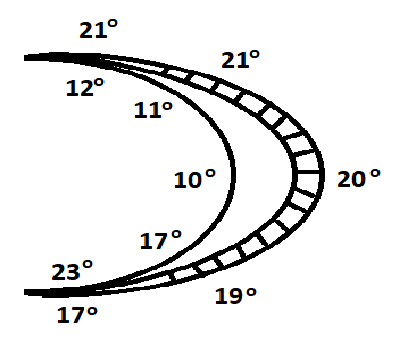
Przeciętne wartości nachylenia zboczy wydm parabolicznych na terenie Polski wg L. Kádára

Pole wydmowe nie przetrwało w swojej pierwotnej formie. Uległo zniszczeniu w wyniku eksploatacji, budowy drogi dojazdowej do Kotowic, a także wskutek erozji rzecznej. Obecnie cały obszar porośnięty jest lasem.